# فيليب هوارد (صحفي)
فيليب هوارد (بالإنجليزية: Philip Howard)‏ هو صحفي بريطاني، ولد في 2 نوفمبر 1933، وتوفي في 5 أكتوبر 2014.